# Porcelana kraak

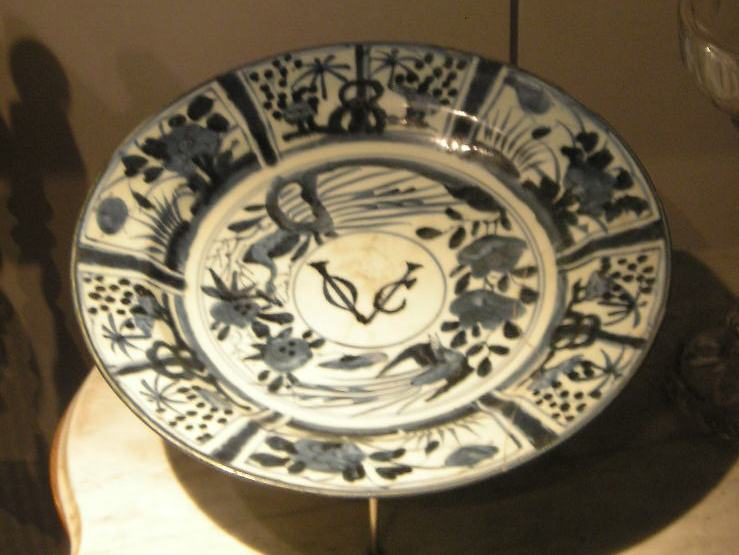
Kraak porcelain in a museum in Malakka

A porcelana kraak é um tipo de porcelana chinesa de exportação produzido principalmente no reinado do Imperador Wanli (1563-1620) até cerca de 1640. Foi uma das primeiras cerâmicas chinesas de exportação a chegar à Europa em grandes quantidades, e foi frequentemente representada nas naturezas mortas pintadas durante o Renascimento flamengo retratando os luxos estrangeiros.

## Nome
Acredita-se que a porcelana "Kraak" foi nomeada por causa dos dos navios mercantes portugueses - as carracas- nos quais era transportada. Embora a ligação aos navios carraca seja geralmente aceite como a raiz do nome Kraak, outras origens também foram propostos. Por exemplo, em holandês kraken o verbo significa quebrar - uma característica que, certamente, é comum entre as porcelanas Kraak. Além disso, o termo é também usado para refereir o tipo de prateleiras em que, frequentemente eram exibidas as porcelanas de importação azuis e brancas na Frísia, no norte da Holanda.

## Estilo

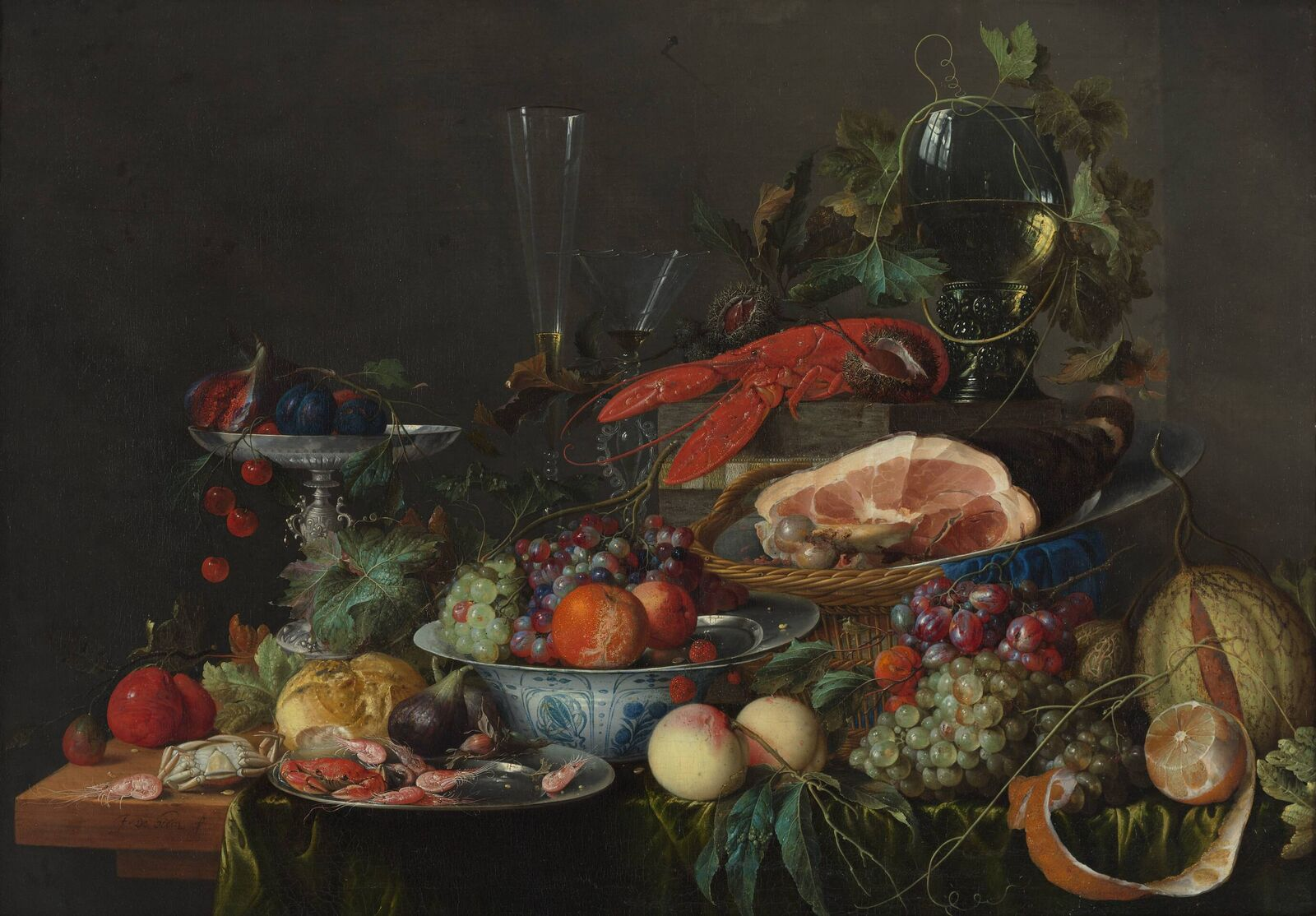
Jan Davidsz de Heem, "Natureza-Morta com Frutas e Lagosta", segunda metade do século XVII, óleo sobre tela, 75 x 105 cm; Museu van Beuningen, Boymans, Rotterdam

As porcelanas Kraak são geralmente pintadas com o pigmento azul cobalto e branco vidrado aperfeiçoado na dinastia Ming, embora existam alguns exemplos de pratos pintados com esmalte colorido (veja por exemplo este prato no Museu Princessehof, Leeuwarden ). Frequentemente, eram decoradas com variações dos motivos tradicionais mais encontrados em porcelana chinesa, tais como flores estilizadas (peônias e crisântemos ) e símbolos auspiciosos budistas. No entanto, a principal característica da decoração Kraak é o uso de painéis radiais foliados, ou seja, a superfície da porcelana é dividida em segmentos, cada um contendo a sua própria imagem (ver exemplo no MET ).
Segundo a especialista Maura Rinaldi uma das formas de taças profundas fora projetada especificamente para atender a uma clientela europeia, uma vez que não parecem ser muitos exemplos sobreviventes noutras partes do mundo, inclusive na espectacular colecção do Palácio de Topkapi, que abriga a mais extensa colecção de porcelanas Kraak. Cientes da importância de sopas e ensopados na dieta europeia, Rinaldi propõe que estas foram desenvolvidos para satisfazer uma demanda externa, observando que a colher de metal pesado, de cabo longo, que é comum na Europa teria lascado a taça profunda de desenho chinês.

## Influência

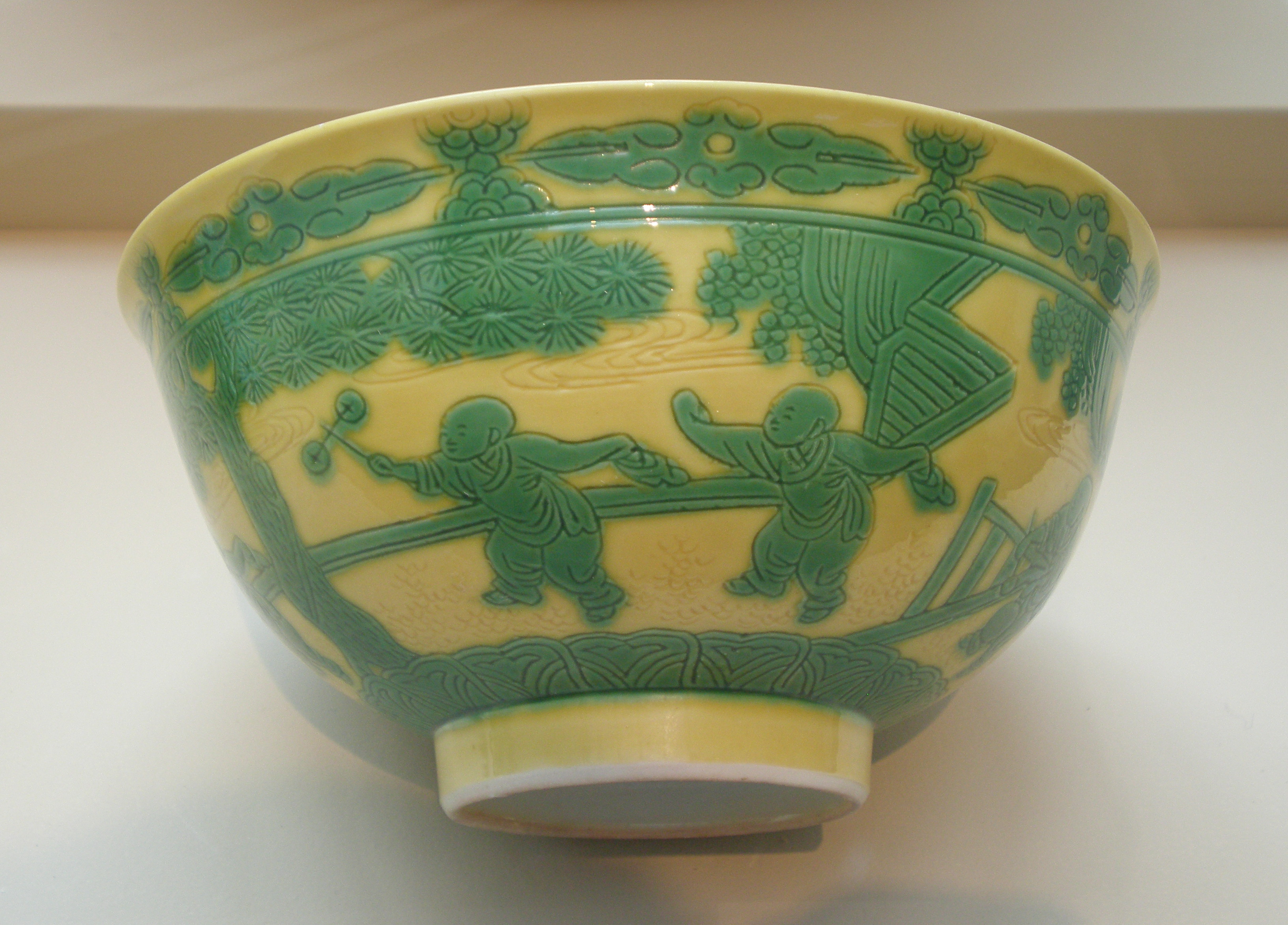
Cerâmica Susancai, taça com rapazes brincando, 1723-35; 7 x 14.6 cm; Asian Art Museum of San Francisco [http://67.52.109.59/code/emuseum.asp?style=browse¤trecord=1&page=search&profile=objects&searchdesc=B60P1445&quicksearch=B60P1445&newvalues=1&newstyle=single&newcurrentrecord=1

A porcelana Kraak foi copiada e imitada em todo o mundo, pelos oleiros de Arita, Japão e Pérsia, para onde os mercadores holandeses se voltaram quando a queda da Dinastia Ming tornou os originais chineses indisponíveis e, por fim, em Delft. Actualmente muita informação tem sido obtida através da pesquisa de naufrágios por arqueólogos marinhos. Como os naufrágios podem geralmente ser datados com algum grau de certeza, o seu conteúdo fornece um retrato claro da produção no momento em que o navio afundou. Além disso, a sua localização também pode indicar o ponto de destino, revelando muito sobre as rotas de comércio internacional e os entrepostos comerciais da época. Em contraste com as outras grandes importações europeias da época (por exemplo os têxteis e especiarias), a cerâmica era capaz de suportar a exposição à água, tornando-se assim a mercadoria ideal para servir como lastro de carga nos navios grandes. A durabilidade da porcelana, neste sentido, permite-lhe resistir a séculos de submersão no fundo do mar, chegando a sobreviver intacta para testemunhar a sua história. 